# Госау
Госау (фр. Gossau, итал. Gossau) је град у североисточној Швајцарској. Град се налази у оквиру кантона Сент Гален, где је четврто насеље по величини.

## Природне одлике
Госау се налази у североисточном делу Швајцарске. Од најближег већег града, Цириха град је удаљен 70 км источно.
Рељеф: Госау се налази у омањој долини, а окружење је бреговито-брдског карактера. Град се налази на приближно 640 метара надморске висине. Јужно од града издижу се Апенцелски Алпи.
Клима: Клима у Госауу је умерено континентална са нешто оштријим одликама због знатне надморске висине.
Воде: Град Госау лежи на више мањих водотока.

## Историја
Госау се први пут историјски спомиње 824. године, под именом Козесауја (Cozesaua).

## Становништво
2010. године Госау је имао око 18.000 становника. Од тог броја страни држављани чине 18,4%.
Језик: Швајцарски Немци чине традиционално становништво Госауа и немачки језик је званични у граду и кантону. Међутим, градско становништво је током протеклих неколико деценија постало веома шаролико, па се на улицама града чују бројни други језици. Тако данас немачки говори 88,4% градског становништва, а прате га српски (4,2%) и италијански језик (2,1%).
Вероисповест: Месни Немци су у 16. веку прихватили протестантизам. Међутим, последњих деценија у граду се знатно повећао удео других вера, посебно римокатолика. Тако су данас римокатолици у већини (57,2%), затим следе протестанти (23,4%), а потом православци (5,6%), атеисти (4,8%) и муслимани (3,7%).